# Saurolophus
Saurolophus („ještěří hřeben“) byl rod velkého hadrosauridního dinosaura, který žil asi před 72 až 68 miliony let (v období svrchní křídy) na území Severní Ameriky (Kanada) a Asie (Mongolsko); je tak jedním z mála rodů dinosaurů, známých z více kontinentů.

## Datace
Severoamerický druh S. osborni žil podle přesnějšího datování sedimentů s jeho výskytem v době před 71,5 až 69,6 milionu let. Mongolský druh ze souvrství Nemegt žil rovněž zhruba před 70 miliony let.

## Popis
Saurolophus je charakteristický vzpřímeným kostěným hrotem, směřujícím z lebky vzhůru. Byl býložravým dinosaurem, který se dokázal pohybovat stejně dobře po dvou jako po všech čtyřech končetinách. Podle některých nálezů se jednalo zřejmě o jednoho z největších hadrosauridů, jeho délka mohla snad přesáhnout i 12 metrů a hmotnost 11 000 kg (asijský druh S. angustirostris). Severoamerický druh S. osborni byl výrazně menší, jeho průměrná délka činila asi 8,5 metru a hmotnost 3000 kg. Četnost nálezů na mongolské části pouště Gobi a v souvrství Horseshoe Canyon v kanadské Albertě naznačuje, že Saurolophus byl velmi rozšířeným dinosaurem na severní polokouli. Podobně jako Parasaurolophus měl ve hřebenu dutiny, kterými mohl vydávat hlasité troubení. Jeho nejbližším příbuzným paradoxně nebyl rod Prosaurolophus, jehož jméno znamená vlastně "předchůdce saurolofa".
Výzkum histologie fosilních kostí mongolských hadrosauridů doložil, že u obřích druhů zřejmě evolucí došlo k nahrazení přerušovaného růstu kontinuálním, který vedl k dosažení obřích rozměrů u rodů, jako je Shantungosaurus, Edmontosaurus, Saurolophus a dalších. Výzkum probíhal na fosiliích druhu S. angustirostris.

## Zajímavý objev
V roce 1995 byl na západě mongolské pouště Gobi objeven exemplář saurolofa, jehož ramenní kost nesla stopy po okusování velkým predátorem. Tím byl zřejmě ve stejných ekosystémech žijící tyranosaurid Tarbosaurus. Objev byl publikován v roce 2010. Další zajímavostí jsou také četné nálezy jinak vzácných otisků kůže těchto dinosaurů, které dokonce umožnily lepší rozlišení obou druhů tohoto rodu (S. osborni a S. angustirostris). Tyto otisky prozradily, že jedinci rodu Saurolophus měli jemně šupinatou kůži. V mongolské poušti Gobi bylo objeveno i velké "lůžko kostí" (hromadné naleziště) obsahující desítky fosilních koster saurolofů.

### Česká literatura
- SOCHA, Vladimír (2021). Dinosauři – rekordy a zajímavosti. Nakladatelství Kazda, Brno. ISBN 978-80-7670-033-8 (str. 130-131)